# رودريغو دياث دي بيبار
رودريغو دياث دي بيبار (بالإسبانية: Rodrigo Díaz de Vivar) المعروف في المصادر القشتالية القديمة باسم (El Campeador) والتي تعني «سيد ميدان المعارك»، وعُرف في المصادر العربية منقحرًا باسم القنبيطور (ولد سنة 1048م في بيبار، برغش - توفي في 10 يوليو 1099م في بلنسية)؛ هو قائد عسكري ونبيل ثم أمير حرب قشتالي اشتهر بمهاراته العسكرية، ونُسجت حول شخصيته الكثير من القصص والحكايات التي اشتهر فيها بلقب El Cid المشتق من اللقب العربي السيّد. عمل رودريغو دياث في خدمة سانشو الثاني ملك قشتالة، ثم من بعده في خدمة أخيه ألفونسو السادس الذي أسند لرودريغو دياث بعض المهام الدبلوماسية. نفاه ألفونسو السادس ملك قشتالة، فالتحق بخدمة بني هود، ثم تمكّن رودريغو دياث من الاستيلاء على حكم بلنسية وظل حاكمًا لها حتى وفاته، لتخلفه زوجته خيمينا التي لم تقوَ على الدفاع عن بلنسية أمام هجمات المرابطين، فانسحبت بجنودها تاركةً المدينة للمرابطين بعد أن أمرت جنودها بنهب وحرق بلنسية سنة 1102م. يُعد رودريغو دياث بطلًا مغوارًا في التراث الشعبي الإسباني، رغم أنه كان في الواقع مرتزقًا يتقلّب ولاؤه بين الملوك المسيحيين والمسلمين سعيًا وراء مصالحه الشخصية. نتيجةً لشهرته وشعبيته، أصبح شخصية رئيسية في العديد من الأعمال الأدبية الإسبانية، وأبرزها ملحمة السيد أشهر الملاحم الشعرية الإسبانية في القرون الوسطى.

## لقبه
يعد لقب «إل سيّد» (تلفظ بالإسبانية: ‎/el ˈθið/‏) مصطلح إسباني حديث من شقين «el» وتعني «الـ» و«Cid» المشتقة من الكلمة القشتالية القديمة «Çid» التي اقتبسها القشتاليون من الكلمة العربية «سيّد» التي يُعتقد أنها اللقب الذي كان المستعربون أو العرب الذين عمل رودريغو دياث في خدمتهم كبني هود أو الذين حكمهم في بلنسية ينادونه به، واقتبسه المسيحيون منهم، وصاروا ينادونه به. ومع ذلك وللآن، لم يجد المؤرخون مصدرًا معاصرًا لحياته يشير لشخصية رودريغو دياث بلقب «سيد». أما أقدم مصدر استخدم هذا اللقب فهو قصيدة ألمرية المكتوبة بين سنتي 1147-1149م بالصيغة «Meo Çidi» والتي تعني «سيدي». أما في المصادر العربية، فاستُخدمت أسماء «ردريق» أو «لذريق الكنبيطور» أو «القنبيطور». بينما كنيته «Campeador» فمشتقه من «campi doctor» اللاتينية التي تعني «سيد ساحة الحرب». من المحتمل أن يكون رودريغو قد اكتسب كنيته تلك خلال حملات سانشو الثاني ملك قشتالة ضد إخوته ألفونسو وغارسيا. وعلى الرغم من أن المصادر المعاصرة لحياته لم تسمِّه بلقب «سيد»، إلا أن المصادر المسيحية تفيض بذكر كنيته «الكمبيادور»، وهناك وثيقة ترجع لسنة 1098م تحمل توقيعه (باللاتينية: ego Rudericus Campidoctor)، مما يعني أنه نفسه استخدم تلك الكنية. أما أقدم توثيق لاستخدام المُركّب «Cid Campeador» أي «سيد الكمبيادور»، فكان في مخطوط نسب رودريغو دياث المشمول ضمن التأريخ الأراغوني كتاب الملوك الذي يرجع إلى ق. 1195م (باللاتينية: mio Cid el Campeador).

## سيرته

### مولده
هناك جدل دائر بين الباحثين حول تحديد سنة ميلاد رودريغو دياث. تراوحت فرضيات هؤلاء الباحثين حول سنة ميلاده بين سنة 1041م إلى سنة 1057م، وإن كانت التقديرات المعاصرة تُرجّح حصر تاريخ ميلاده بين سنتي 1045-1050م. كان من بين تلك الآراء رأي المؤرخ مارتينيث دياث الذي رجّح أنه ولد سنة 1048م. أما محل ميلاده، فيُرجّح أنه كان في بيبار وهي قرية صغيرة بالقرب من برغش التي كانت وقتها عاصمة مملكة قشتالة. لم تذكر المصادر المعاصرة لزمانه محل ميلاده، وكان ملحمة السيد المكتوبة ق. 1200م أول ما ذكر ضمنيًا ميلاد رودريغو دياث في بيبار، أما أقدم مصدر ذكر صراحةً أنه ولد في بيبار فكانت ملحمة شباب رودريغو التي ترجع للقرن الرابع عشر الميلادي.

### أصوله

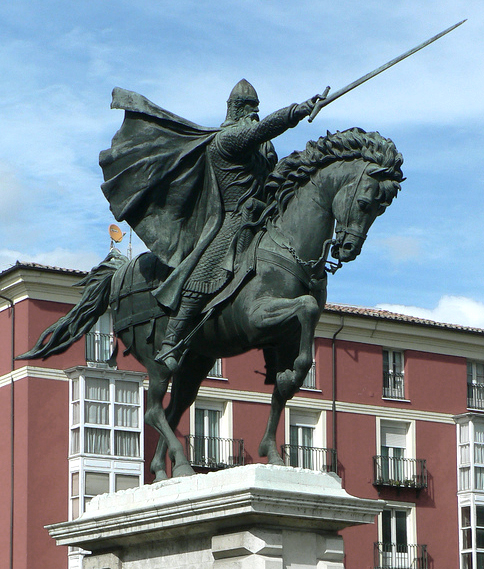
تمثال السيد في برغش، وهو يمتطي صهوة جواده بابيكا.

كان أبوه دييغو لينيث أحد صغار ضباط البلاط الملكي، وهو ينحدر من أسرة نبيلة، حيث زعم تاريخ رودريغو أن جده الأعلى لين كالفو كان قاضيًا لقشتالة. وقد كشفت دراسة أجراها لويس مارتينيث غارسيا سنة 2000م أن رودريغو دياث ورث عن أبيه الكثير من الأراضي في وادي نهر إبرة التي لم تكن تُمنح إلا للطبقة الارستقراطية العليا. وعلى النقيض، هناك فرضية تقول بأن والد رودريغو دياث لم يكن من رجال البلاط الملكي، وأرجعت السبب إما لمعارضة شقيقه (أو أخيه غير الشقيق) فرناندو فلاينيث للملك فرناندو الأول ملك ليون وقشتالة، أو لأنه كان ابنًا غير شرعيًا، وهو الأمر الأرجح. لذا، يعتقد المؤرخ مننديث بيدال أن والد السيد لم يكن من «صفوة النبلاء»، وهو ما يؤيده المؤرخون عمومًا الآن من أن والده كان ينتمي للطبقة الدنيا من النبلاء، وأنه كان «قائدًا حدوديًا» في المنطقة الواقعة بين مملكتي قشتالة ونبرّة.
أجرت مارغريتا توريس بحث حول نسب السيد بين سنتي 2000-2002م، ووجدت أن دييغو فلاينيث وهو الاسم الذي كان أبوه يعرف به قبل اسم دييغو لينيث، ينتمي لأسرة فلاينيث إحدى أربع أسر قوية سادت عصر مملكة ليون منذ بداية القرن العاشر الميلادي، وارتبطوا ببني غوميث وراميرو الثاني ملك ليون وملوك أستورياس. كما أيّد مونتانر فروتوس هذه الدراسة في العديد من أعماله.
أما أمه فهناك تأكيد على أن اسمها الأخير «رودريغيث» (واختلفوا على اسمها الأول أكان ماريا أم سانشا أم تيريزا)، وأنها ابنة رودريغو ألفاريث الذي كان من صفوة النبلاء القشتاليين، وأنه كان من خاصة حاشية فرناندو الأول ملك قشتالة وليون بين سنتي 1038-1066م. في سنة 1058م، التحق رودريغو دياث بخدمة الأمير الطفل سانشو، مما يُدلل على أن رودريغو دياث لم يكن من أصل متواضع، وبذلك يتنافى مع ما يُشاع أسطوريًا أنه كان شخصًا عاديًا ارتقى لطبقة النبلاء بفضل جهوده الشخصية.
الخلاصة، أنه من المؤكد أن رودريغو دياث ينحدر من ناحية أمه للطبقة العليا من النبلاء، وإن صحّت أطروحة مارغريتا توريس حول نسب والده، فأبوه ينتمي للطبقة نفسها. على أي حال، يبدو من الممتلكات التي منحها لزوجته سنة 1079م، وتواجده في سن صغير للغاية في الحاشية الملكية، أن أصوله من الطبقة الأرستقراطية العليا.

### خدمته لسانشو الثاني ملك قشتالة

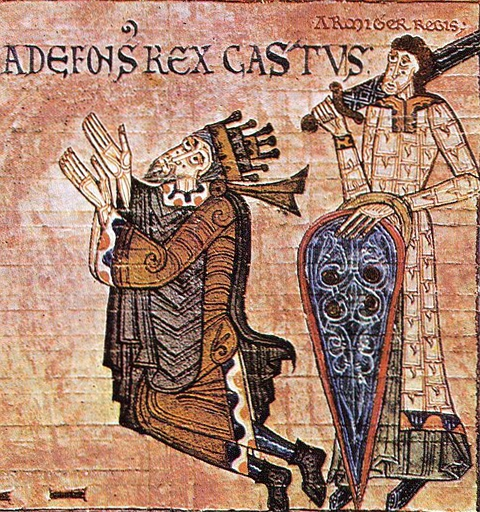
صورة من وثائق كاتدرائية أوفييدو ، تُظهر التحاق رودريغو دياث مبكرًا بخدمة سانشو الثاني ملك قشتالة، وأنه كان من المقربين منه، وهو حامل سيفه ودرعه.

التحق رودريغو دياث في سن صغيرة جدًا بخدمة الأمير الطفل سانشو، الذي أصبح لاحقًا سانشو الثاني ملك قشتالة. تولى رودريغو مهمة حامل أسلحة سانشو ومسئول البريد، نظرًا لاتقان رودريغو للقراءة والكتابة، فهناك وثيقة محفوظة في كاتدرائية بلنسية ترجع لسنة 1098م موقّعة بخط يد رودريغو بصيغة «أنا رودريغو، ومعي زوجتي، نوافق على ما هو أعلاه». كما كان على دراية بالقوانين، حيث تدخّل مرتين في تسوية بعض النزاعات القانونية الملكية. كما يُعتقد أن رودريغو دياث ربما رافق جيش الأمير الطفل سانشو الثاني في معركة جرادوس الذي ساند المقتدر بن هود حاكم سرقسطة ضد جيش راميرو الأول ملك أراغون سنة 1063م. ومنذ اعتلاء سانشو الثاني عرش قشتالة سنة 1065م حتى وفاته 1072م، تمتّع رودريغو دياث بصلاحيات واسعة في البلاط الملكي كأحد أقطاب حاشية سانشو الثاني، وكان من مهامه حفظ الدروع الملكية. ورغم أنه لا يوجد توثيق حول مسألة حمله لراية سانشو الثاني الملكية، إلا أنه الشهرة التي حظي رودريغو دياث بها، جعلت مصادر القرن الثاني عشر الميلادي تنسب له وظيفة حمل الراية الملكية.
شارك رودريغو دياث إلى جوار سانشو الثاني في حربه ضد شقيقيه ألفونسو السادس ملك ليون وغارسيا الثاني ملك جليقية. ومن هنا بدأت تبرز مواهبه العسكرية في انتصارات القشتاليين في معارك لانتادا سنة 1068م وغولبيخيرا سنة 1072م، التي انتصر فيها سانشو على شقيقه ألفونسو، فبعد أن كانت قوات سانشو قد شارفت على الهزيمة في البداية، وهمّ بأن يرتّد بقواته، لولا أن نصحه رودريغو دياث بأن يجمع جنده، ويعيد المحاولة فجرًا، فاستجاب سانشو لنصحه، وانتصر، واُسر ألفونسو نفسه في المعركة. بعدئذ، شفعت أوراكا شقيقة سانشو وألفونسو لدى سانشو للعفو عن ألفونسو، فاستجاب سانشو، وأفرج عن ألفونسو شريطة أن يترهبن ويقيم في دير ساهاجون. قبل ألفونسو على مضض، حتى دبّرت أوراكا لفراره من الدير، حيث لجأ إلى بلاط المأمون بن ذي النون في طليطلة.
يُرجّح أن رودريغو دياث اكتسب كُنيته «الكمبيادور» في تلك الحملات، لمهاراته في أرض المعارك. ولم يمض وقت طويل على ضم سانشو لمملكة ليون، حتى ثار عدد من نبلاء ليون، والتحقوا بخدمة أوراكا دوقة سمورة شقيقة سانشو. سار سانشو وبصحبته رودريغو دياث لحصار سمورة، وهناك مات سانشو وهو يحاصر المدينة، وسط مزاعم أنه تعرّض هناك للاغتيال. ولكن نظرًا لكون حصار سمورة كانت مادة لكثير من الأغاني والكتابات الملحمية، لذا يُصعّب فصل المعلومات التاريخية الحقيقية عن تلك الأسطورية.

### في خدمة ألفونسو السادس

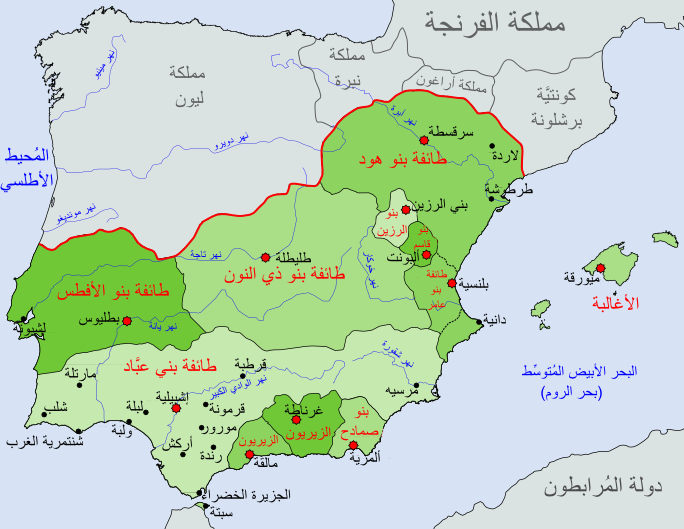
دويلات الطوائف سنة 1080م.

بعد وفاة سانشو، استعاد ألفونسو السادس حكم ليون إلى جانب وراثته مملكة قشتالة التي كانت تحت حكم أخيه سانشو، وضم كذلك جليقية، ليستعيد مملكة أبيه كاملة بعد أن كان قد قسّمها بينه وبين إخوته عند وفاته. التحق رودريغو دياث بخدمة ألفونسو السادس، وكانت العلاقة بينهما جيدة؛ ورغم أن ألفونسو السادس لم يخُصّ رودريغو بمناصب هامة، إلا أنه زوّجه من النبيلة خيمينا دياث في وقت ما بين يوليو 1074م ومايو 1076م. كما تُعد موافقة ألفونسو السادس على زواجه من نبيلة من سلالة ملكية دليلًا على حُسن العلاقة بينهما وقتئذ.
كذلك يُعد اختيار رودريغو دياث مبعوثًا سنة 1079م لتحصيل الجزية من المعتمد بن عباد حاكم إشبيلية دليلًا آخر على حُسن علاقته بألفونسو السادس. ولكن خلال مهمته تلك، شنّ عبد الله بن بلقين حاكم غرناطة هجومًا على أراضي المعتمد بن عباد بمساعدة قوات نبيل قشتالي يدعى غارسيا أردونيث الذي كان أيضًا مبعوثًا لألفونسو السادس لتحصيل الجزية من غرناطة. كانت المشكلة أن الطائفتين كانتا تؤديان الجزية لألفونسو السادس مقابل مساعدتهما في حملاتهما العسكرية. طلب رودريغو دياث من مواطنه غارسيا أردونيث  أن يكف أيدي مقاتليه عن هذا الهجوم، لكنه أبى. لذا، فقد دافع رودريغو دياث عن إشبيلية إلى جانب قوات المعتمد في معركة قبرة التي وقع فيه غارسيا أردونيث نفسه أسيرًا. كان هذا التصرف سببًا لغضب ألفونسو السادس على رودريغو، رغم أنه بذلك ضمن استمرارية أداء المعتمد الجزية لألفونسو السادس. ازداد غضب ألفونسو السادس على رودريغو بعدما وجّهه ألفونسو السادس لاعتراض هجوم أندلسي على سريا سنة 1080م، فدخل أراضي طائفة طليطلة ونهب الجزء الشرقي منها، رغم أنها كانت تحت حماية ألفونسو السادس.

### النفي الأول وخدمة بني هود

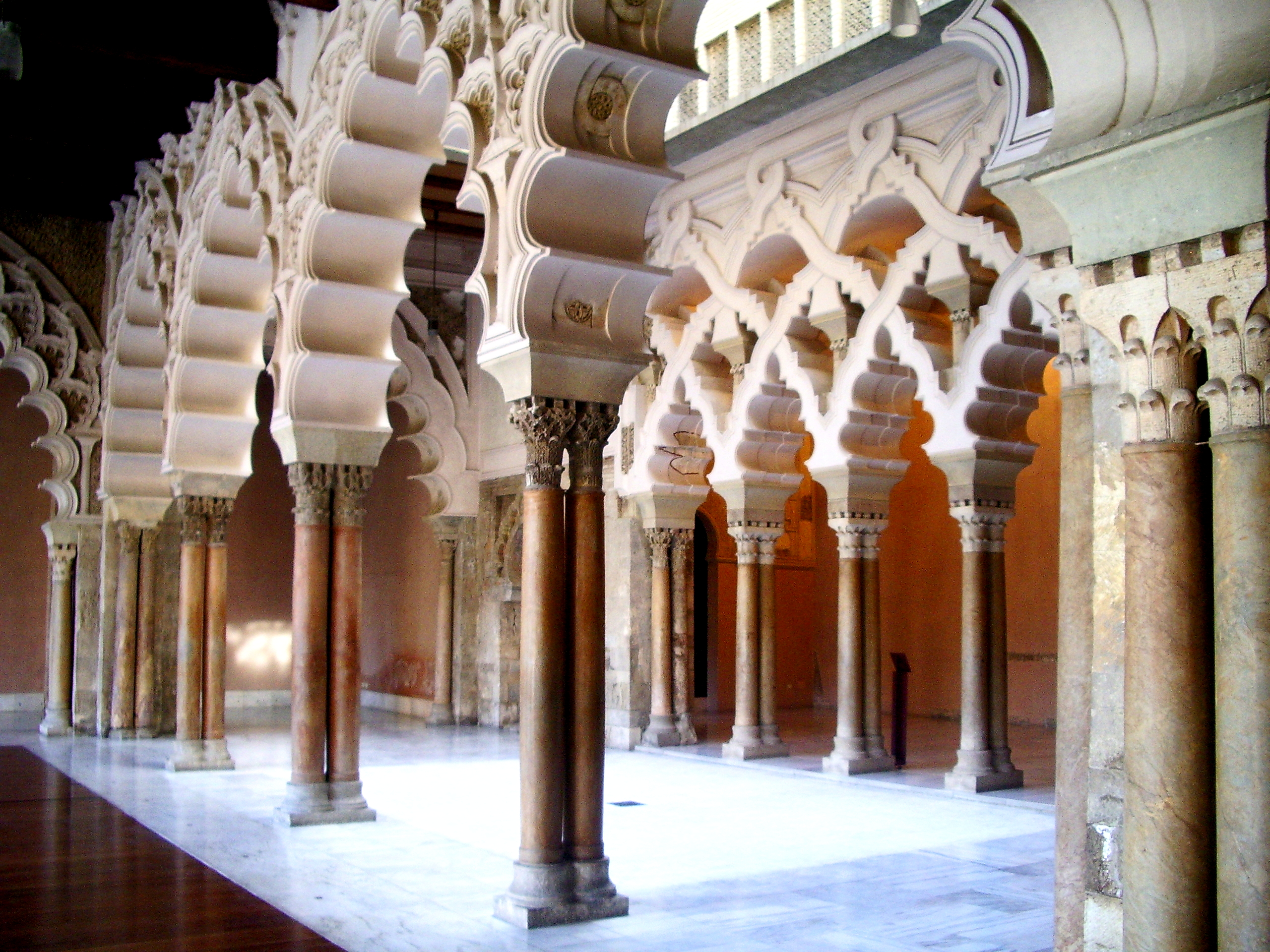
قصر الجعفرية محل إقامة المؤتمن بن هود الذي خدمه رودريغو دياث بين سنتي 1081-1086م.

كان غزو رودريغو دياث لطائفة طليطلة القشة التي قصمت ظهر البعير في علاقته مع ألفونسو، وربما أزكى الوشاة من أعداء رودريغو في البلاط الملكي نار الفرقة بينه وبين ألفونسو السادس الذي أمر بنفي رودريغو دياث. وفي أواخر سنة 1080م وبداية سنة 1081م، كان على رودريغو أن يبحث عن سيد يعرض عليه خدماته العسكرية. ومن المحتمل أنه عرض نفسه بدايةً على الأخوين برينجيه رامون الثاني ورامون برينجيه الثاني كونتي برشلونة، لكنهم رفضوه. ثم عرض خدماته على ملوك الطوائف، وهو أمر لم يكن شائعًا، رغم أن ألفونسو السادس نفسه لجأ إلى بلاط المأمون بن ذي النون حاكم طليطلة سنة 1072م، بعد هزيمته وفراره من أخيه سانشو. إلى أن قبل المقتدر بن هود حاكم سرقسطة استخدامه هو ومقاتليه، فعاش في ظل بني هود بين سنتي 1081-1086م. وما هي إلا فترة وجيزة حتى مات المقتدر، وخلفه المؤتمن بن هود الذي استعان برودريغو دياث في حربه ضد أخيه المنذر بن هود صاحب لاردة الذي كان متحالفًا مع برانجيه رامون كونت برشلونة وسانشو راميريث ملك أراغون. تولّى رودريغو مهمة تدعيم النقاط الحصينة في مونثون وتماريت، وهزم التحالف الذي شكّله المنذر بن هود في معركة قلعة المنار، التي أُسر فيها الكونت رامون برانجيه الثاني.
في سنة 1084م، كلّف المؤتمن بن هود رودريغو دياث بمهمة مهاجمة موريلا، واستطاع رودريغو دياث هزيمة المنذر بن هود وحليفه سانشو راميريث اللذان جاءا للدفاع عن موريلا، وأسر رودريغو دياث يومها العديد من الأسرى أبرزهم أسقف روطة وبعض القادة المهمين في جيش سانشو راميريث. واستُقبل رودريغو يومها في سرقسطة استقبال الأبطال.

### التصالح مع ألفونسو السادس
في مايو 1085م، غزا ألفونسو السادس طائفة طليطلة، ثم بدأ حصار سرقسطة في السنة التالية في الوقت الذي كان فيه رودريغو دياث تحت إمرة المستعين بن هود الذي خلف أباه المؤتمن بن هود. ويبدو أن رودريغو اعتذر لألفونسو السادس خلال ذلك الحصار، وتصالحا قبل أن يفكّ ألفونسو حصاره سريعًا بعدما بلغه توغّل المرابطون في أراضي ليون، وانتهت المواجهة بينهم بهزيمة ألفونسو السادس هزيمة ساحقة في معركة الزلاقة في رجب 479هـ/أكتوبر 1085م. مما جعل ألفونسو السادس يستدعي رودريغو دياث لحاجته إلى قادة عسكريين أكفاء لمواجهة القوات المرابطية التي ظهرت حديثًا في ساحة الأحداث. عاد رودريغو دياث للبلاط القشتالي في النصف الأول من سنة 1087م، وفي سنة 1088م، سار رودريغو دياث بقوات قشتالية تعاونها قوات المستعين بن هود حاكم سرقسطة لمساندة القادر بن ذي النون الذي أجلسه ألفونسو على عرش بلنسية تعويضًا له عن طليطلة ضد قوات المنذر بن هود حاكم لاردة وحليفه برانجيه رامون الثاني كونت برشلونة التي جاءت لغزو بلنسية. استطاع رودريغو دياث صدّ هجوم المنذر بن هود على بلنسية، قبل أن يستطيع المنذر وحليفه الاستيلاء على مدينة مربيطر الحصينة القريبة من بلنسية. رحل رودريغو دياث إلى قشتالة على عجل لطلب تعزيزات من ألفونسو السادس، الذي أمدّه بالتعزيزات اللازمة.
عندما عاد لبلنسية، وجد رودريغو دياث تحوّلاُ غريبًا بعد أن وجد المدينة تحت حصار المستعين بن هود، وحليفه الجديد برانجيه رامون الثاني كونت برشلونة الذي كان حليفًا للمنذر بن هود، والذي كان على علاقة سيئة برودريغو دياث. وأمام تلك القوات الكبيرة المحاصرة للمدينة، توصّل رودريغو دياث لاتفاق مع المستعين بن هود وحليفه الجديد برانجيه رامون الثاني بأن ينسحب رودريغو دياث بقواته على أن يدفع له المستعين بن هود منذ ذلك الحين وصاعدًا الجزية التي فرضها ألفونسو السادس على بلنسية، واستغل رودريغو دياث ما في يده من قواته لبسط سيطرته على كامل المنطقة بما في ذلك مربيطر وطائفة بني رزين.

### النفي الثاني وبدايته كأمير حرب

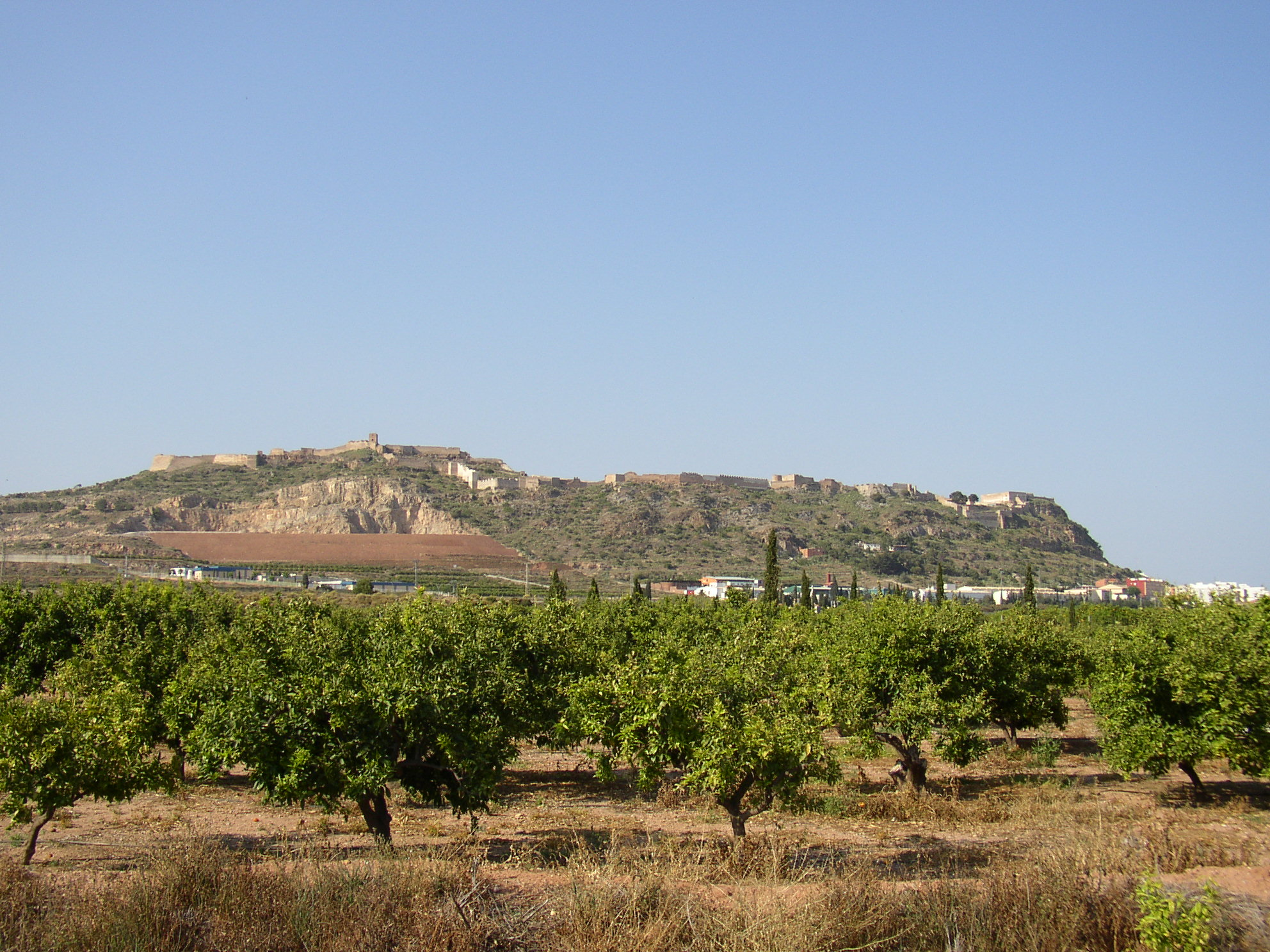
قلعة مربيطر، التي أغار عليها رودريغو دياث.

قبل نهاية سنة 1088م، اندلع الخلاف مجددًا بين رودريغو دياث ومليكه ألفونسو السادس. نظّم ألفونسو السادس غارات على أراضي بلنسية ومرسية ولورقة انطلاقًا من حصن لييط الذي أنشأه ألفونسو السادس على رأس جبل بالقرب من لورقة. مما دفع حكام تلك الطوائف لطلب العون من يوسف بن تاشفين أمير المرابطين، الذي حاصر بقواته مع قوات حكام الطوائف حصن لييط وذلك في سنة 1089م. سار ألفونسو السادس بقواته لإنقاذ الحصن، وأمر رودريغو دياث أن يوافيه بقواته عند بليانة، لكن رودريغو دياث تجاهل الأمر، وعسكر بقواته في أونتنينتي، وبعث بسرايا استطلاعه إلى بليانة وجنجالة لإعلامه بمقدم جيش الملك. إلا أن ألفونسو السادس اتخذ طريقًا مغايرًا للعادة عبر إيين ووادي شقورة إلى مولينا. على أي حال، اتخذ ألفونسو السادس قرارًا جديدًا بمعاقبة رودريغو دياث لعدم إطاعته الأمر، واعتبر الأمر خيانة، وصادر ممتلكاته، وقبض على زوجته خيمينا وأولاده الصغار. مما دفع رودريغو للتصرف كسيد مستقل لا يأتمر بإمرة ألفونسو السادس، وأغار على شرق الأندلس لحسابه الشخصي. ثم هاجم مربيطر، فأسرع القادر بن ذي النون صاحب بلنسية لإبعاده بالمال ليتقي شر اعتدائه على أراضيه. وبعد ذلك، هاجم رودريغو دياث بريانة التي كانت على الحدود مع المنذر بن هود صاحب لاردة، وبرانجيه رامون الثاني كونت برشلونة. فقررا مهاجمة قوات رودريغو دياث في صيف سنة 1090م، لكنه هزمهما في معركة تيفار شمال موريلا، وأسر كونت برشلونة للمرة الثانية.
بعد انتصاراته المتعددة، أصبح رودريغو دياث الشخصية الأبرز في شرق الأندلس التي تمركز فيه بقواته، وفرض الجزية على بلنسية ولاردة وطرطوشة وشنتمرية الشرق ومربيطر وألبونت وقلعة الإشراق وسيجوربي والمنارة. وفي سنة 1092م، بنى رودريغو دياث مركزًا حصينًا لقواته في بينا كاديلا، وتدريجيًا فقد ألفونسو السادس قدرته على تهديد بلنسية، وحلّ رودريغو دياث بديلاً له. ولكي يستعيد ألفونسو السادس سيطرته على تلك المنطقة، تحالف مع سانشو راميريث ملك أراغون ومع برانجيه رامون الثاني كونت برشلونة، مع اتفاقه على الدعم البحري من قِبل بيزة وجنوة. وفي صيف سنة 1092م، هاجم ملك أراغون وكنت برشلونة وسفن بيزة وجنوة طرطوشة التي كانت تؤدي الجزية لرودريغو دياث. ثم جهّز ألفونسو السادس لغزو بلنسية التي كانت تؤدي الجزية لرودريغو دياث، فاستشاط رودريغو دياث غضبًا، وانتقم رودريغو دياث بالإغارة على منطقة لا ريوخا القشتالية بمعاونة قوات المستعين بن هود صاحب سرقسطة. فانسحب ألفونسو السادس إلى أراضيه، وقرّر رودريغو التجهيز لغزو بلنسية، مستغلًّا انشغال ألفونسو السادس بمجابهة قوة المرابطين الصاعدة.

### سيد بلنسية

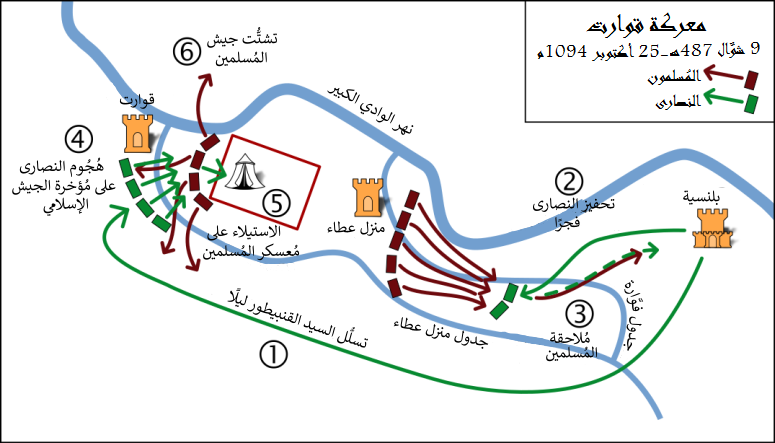
مخطط معركة قوارت التي وقعت في 21 أكتوبر 1094م التي حاول فيها المرابطون الاستيلاء على بلنسية، وبعد أسبوع من الحصار، خرج رودريغو دياث ليلاً وهاجم مؤخرة معسكر المرابطين بالقرب من قورات. وعند الفجر، هاجمت كتيبة من فرسان رودريغو دياث مقدمة جيش المرابطين شرق مسلاتة لقطع الطريق على المرابطين المنسحبين من أمام هجوم رودريغو دياث الليلي. فكانت تلك أول هزيمة للمرابطين أمام جيش مسيحي.

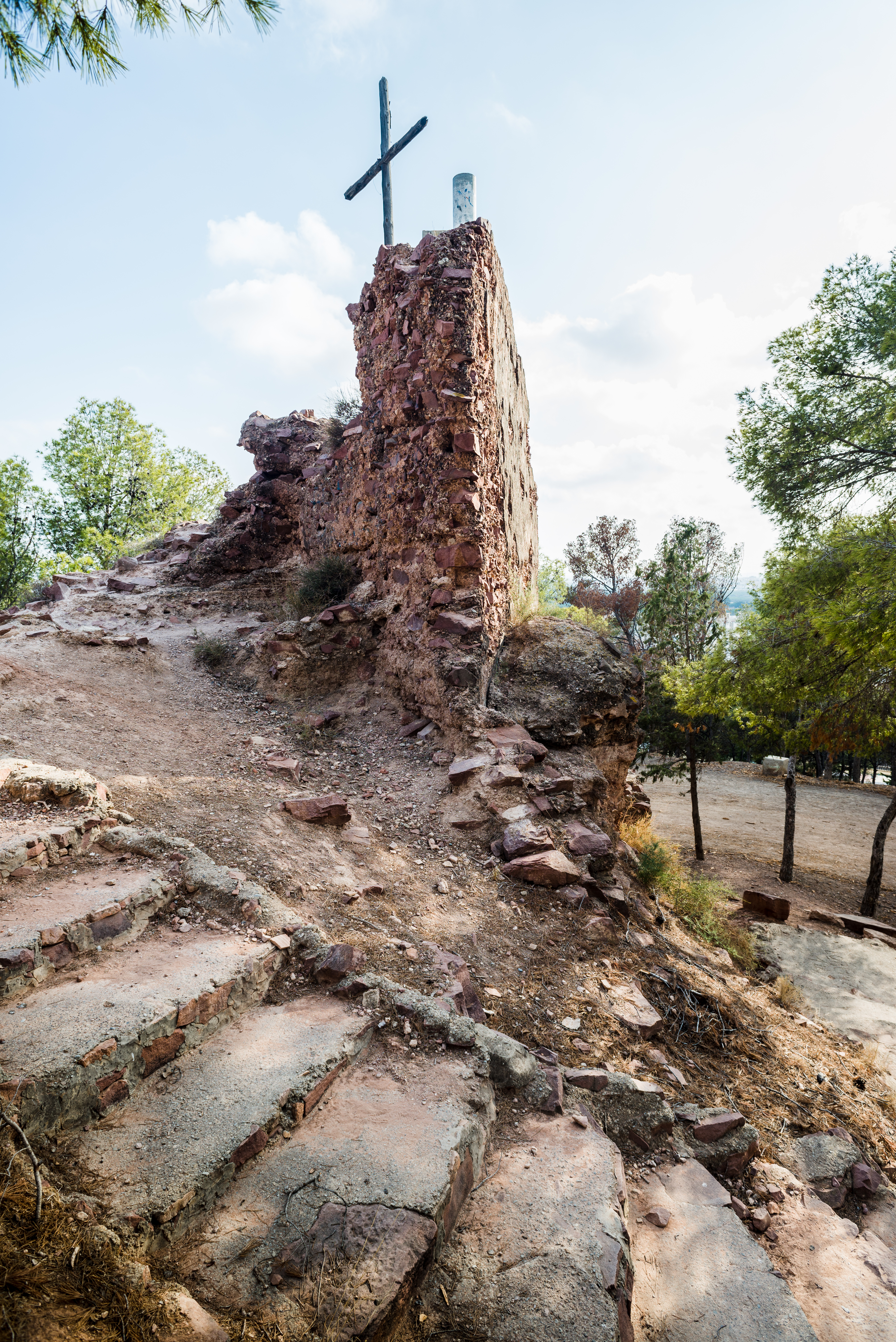
أطلال حصن جُبالة الذي كان قاعدة لهجمات رودريغو دياث على بلنسية.

في سنة 1092م، خلع أهل بلنسية القادر بن ذي النون حليف رودريغو دياث بعد أن استعانوا بفرقة من المرابطين، وقتلوا ابن ذي النون، ثم ولّوا مكانه القاضي ابن جحاف. استشاط رودريغو دياث غضبًا لمقتل القادر بن ذي النون الذي كان يؤدي له جزية بلنسية، فافتتح حصن جُبالة، واستخدمه بعدئذ قاعدة لشن هجماته على بلنسية. ثم ضرب الحصار على بلنسية، وأرسل لابن جحاف يطالبه بانسحاب المرابطين من المدينة، وسيتركه حاكمًا على المدينة. استجاب ابن جحاف لطلب رودريغو دياث، وطلب من المرابطين مغادرة المدينة. رأت حامية المرابطين أنه لا قبل لهم بمواجهة قوات رودريغو دياث، فاستجابوا لطلب البلنسيين وانسحبوا. واتفق رودريغو دياث وابن جحاف على أن ينسحب رودريغو دياث بقواته إلى ضاحية الكُدية شمال المدينة، وأن يؤدي ابن جحاف لفوره مبلغًا من المال، ويدفع أهل بلنسية جزية قدرها 1,000 دينار أسبوعيًا لرودريغو دياث. ثم ما لبث أن نقض رودريغو دياث العهد، وعاد جنوده للاعتداء على البلنسيين، وطلب رودريغو دياث من ابن جحاف تسليمه كل موارد المدينة ومعها ابنه رهينة، فرفض ابن جحاف، وأغلق المدينة وراسل محمد بن عائشة قائد المرابطين يستنجد به، وقرر المقاومة. وضرب رودريغو حصارًا محكمًا على المدينة لمدة 20 شهرًا، حتى فتك الجوع بأهل بلنسية وأكلوا الجيف، وتضاعفت الأسعار حتى عجز الأغنياء مثلهم كالفقراء عن تدبير قوتهم، حتى أمر ابن جحاف باقتحام الدور بحثًا عن الطعام. وقد كتب القاضي الوقشي الذي كان من بين المحاصرين في المدينة وقتئذ مرثية يبكي فيها بلنسية أثناء حصار رودريغو دياث لها سنة 1094م، لكن أصل القصيدة ضاع، وبقيت منها ترجمة لبعض أبياتها نقلها ألفونسو العاشر في كتابه «تاريخ إسبانيا العام» باللاتينية، منها ما معناه:
ولما يأس البلنسيون من المقاومة، أجبروا ابن جحاف على التفاوض على تسليم المدينة وعقد الصلح. فاضطر ابن جحاف لإرسال وفد للتفاوض على أن يبقى ابن جحاف حاكمًا وقاضيًا للمدينة، ويؤمّن أهل المدينة، ويتولى مندوب رودريغو دياث الإشراف على جباية الضرائب، ويتولى جيش الكمبيادور الدفاع عن المدينة. تم الصلح في يونيو 1094م. منذ ذلك الوقت، صار رودريغو دياث الحاكم الفعلي لبلنسية، ولم يمض وقت كبير، حتى اتهم ابن جحاف أنه يُخفي كنوز القادر بن ذي النون، وأمر بإحراقه حيًّا.
وفي أكتوبر 1094م، حاول المرابطون مهاجمة بلنسية، لكنهم انهزموا أمام قوات رودريغو دياث في معركة كوارت. وجد رودريغو دياث أنه أمام هجمات المرابطين المتكررة، لا بد له من تأمين حدوده الشمالية، فتحالف مع بيدرو الأول ملك أراغون الذي خلف أباه سانشو راميريث الذي توفي فجأة أثناء حصاره لوشقة سنة 1094م. وفي سنة 1097م، شنّ المرابطين حملة جديدة، والتقوا مع جيش رودريغو دياث وحليفه الجديد بيدرو الأول في أحواز بلنسية عند جبل مندير، وانتهت مواجهتهم بهزيمة جديدة للمرابطين في معركة بريانة.
في السنة نفسها 1097م، تعرّض رودريغو دياث لصدمة كبيرة بعدما بعث ابنه دييغو قائدًا لقوة دعم لحليفه وسيده القديم ألفونسو السادس لقتال المرابطين، ولكن تعرضت قواته وقوات القشتاليين لهزيمة قاسية أمام قوات أبي عبد الله محمد بن الحاج اللمتوني في معركة كونسويجرا، وقُتل دييغو بن رودريغو دياث في تلك المعركة. ومع نهاية تلك السنة، استطاع رودريغو دياث ضم المنارة ومربيطر آخر مدن طائفة بلنسية التي لم تكن خضعت لحكم رودريغو دياث. وفي سنة 1098م، وجّه رودريغو دياث اهتمامه لإرساء دعائم حكمه في بلنسية، فبنى كاتدرائية سانتا ماريا الجديدة، وتحالف مع كونت برشلونة الجديد رامون برانجيه الثالث للتعاون على مقاومة المرابطين، كما لجأ لدعم تحالفاته العسكرية بتدبير زواجات ملكية لبناته، فزوّج ابنته كريستينا لراميرو سانشيث كونت مونتشون حفيد غارسيا سانشيث الثالث ملك نبرّة، وابنته ماريا لرامون برانجيه الثالث.

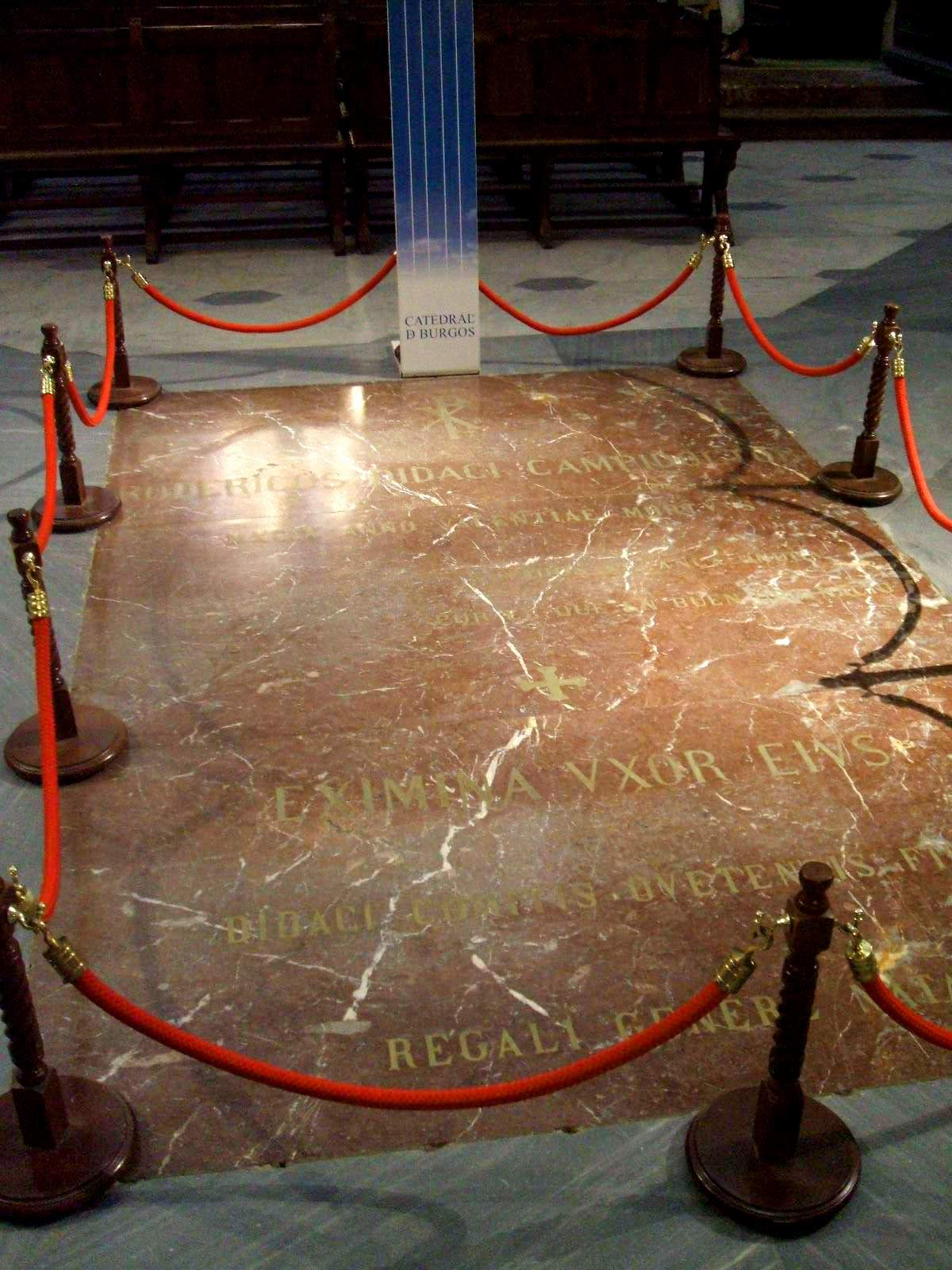
قبر رودريغو دياث وزوجته خيمينا في كاتدرائية برغش.

### وفاته
توفي رودريغو دياث سنة 1099م، ولكن اختلف المؤرخون في تحديد تاريخ وفاته. وفقًا لرأي المؤرخ مارتينيث دياث، كانت وفاته في 10 يوليو، أما ألبرتو مونتانير فروتوس فحددّها في مايو، نظرًا لتوافق مصدرين مستقلين على وفاته في مايو، وهما نسب رودريغو دياث المكتوب ق. 1195م، وتاريخ إسبانيا لألفونسو العاشر اللذان اعتمدا على روايات شفهية أو التواريخ المكتوبة في دير كاردينيا. ولا يتعارض ذلك مع احتفال الدير بسنوية السيد في يونيو، حيث أن تلك الاحتفالات عادة ما تُقام وفق تاريخ الدفن بدلاً من تاريخ الوفاة. أما ملحمة السيد، فيُعتقد أنها اختارت تحديد وفاته في عيد العنصرة لأهداف أدبية ورمزية.
بعد وفاة رودريغو دياث، خلفته زوجته خيمينا في حكم بلنسية، وحاولت الدفاع عن المدينة بمساعدة زوج ابنتها رامون برانجيه الثالث كونت برشلونة أمام هجمات المرابطين. ولكن في مايو 1102م، وأمام عجز عائلة رودريغو دياث عن الدفاع عن المدينة، قررت خيمينا وجنودها نهب وحرق المدينة، وغادروها بمساعدة من ألفونسو السادس ملك قشتالة. وفي اليوم التالي، دخل المرابطون المدينة وبقيت في أيديهم حتى سنة 1238م عندما استولى عليها خايمي الأول ملك أراغون.
دُفن رودريغو دياث في البداية في كاتدرائية بلنسية، إلا أن رفاته حُملت ودُفنت في دير سان بيدرو دي كاردينيا في برغش، قبل أن تنهب قوات زوجته وتحرق بلنسية سنة 1102م. وفي سنة 1808م خلال حرب الاستقلال الإسبانية، دنّس الجنود الفرنسيون قبره، وفي السنة التالية أمر الجنرال بول ثيبو بنقل رفاته إلى منتزة «باسيو ديل إسبولون» على ضفاف نهر أرلانثون في برغش؛ وفي سنة 1826م أعيد إلى كاردينيا، وفي سنة 1842م نُقل إلى كنيسة مجلس مدينة برغش. ومنذ سنة 1921م، دُفنت رفاته إلى جوار رفاة زوجته خيمينا في كاتدرائية برغش.

## زوجته وأبناؤه
تزوّج رودريغو دياث من النبيلة خيمينا التي كانت تنتمي لأسرة أرستقراطية أستورياسية من سلالة ألفونسو الخامس ملك ليون، بترتيب من ألفونسو السادس في منتصف سبعينيات القرن الحادي عشر الميلادي في وقت ما بين يوليو 1074م ومايو 1076م. زعم تاريخ رودريغو أن خيمينا ابنة دييغو فرنانديث دي أوفييدو، وأن رودريغو وقع في حبها منذ النظرة الأولى لشدة جمالها. وقد أثمر هذا الزواج ثلاثة أبناء: دييغو الذي قُتل أمام جيش المرابطين في معركة كونسويجرا سنة 1097م، وماريا التي تزوجت من رامون برانجيه الثالث كونت برشلونة، وكريستينا التي تزوجت راميرو سانشيث سيد مونثون، وحفيد غارسيا سانشيز الثالث ملك نافارا، مما يجعل غارسيا راميريث ملك نافارا حفيدًا لرودريغو دياث من ابنته كريستينا، وألفونسو الثامن ملك قشتالة حفيدًا لابنته كريستينا أيضًا.

### المصادر العربية

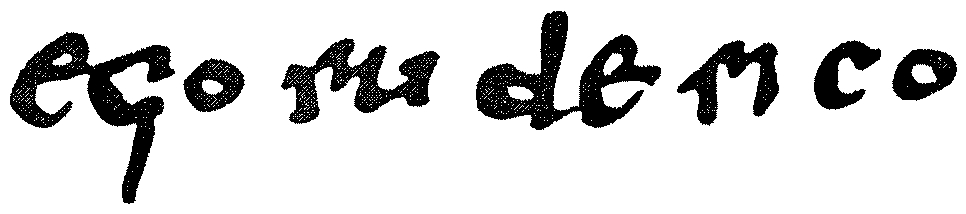
توقيع رودريغو دياث: «ego ruderico» على إحدى وثائق كاتدرائية بلنسية.

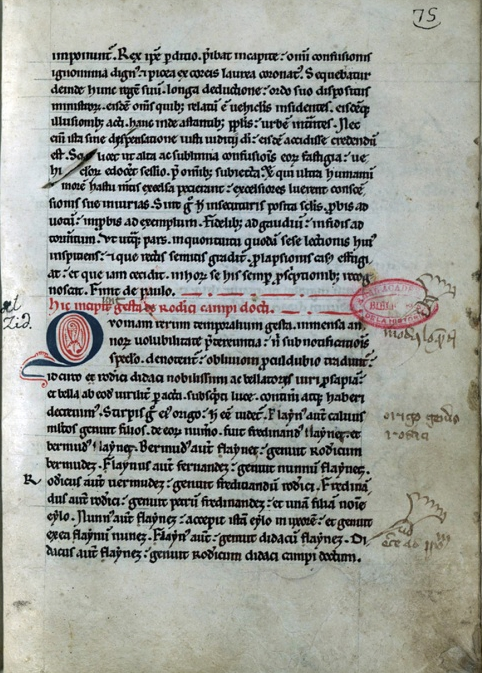
تاريخ رودريغو هو المصدر الأساسي الذي جاءت منه المعلومات حول سيرة رودريغو دياث.

### السيد في الأدب

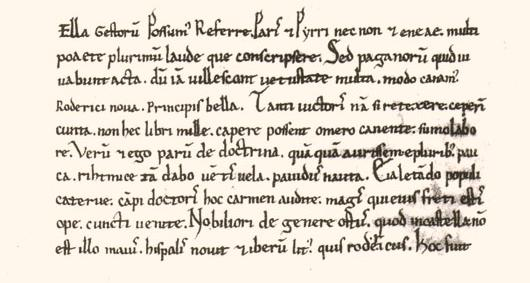
مخطوطة أغنية الكمبيادور.

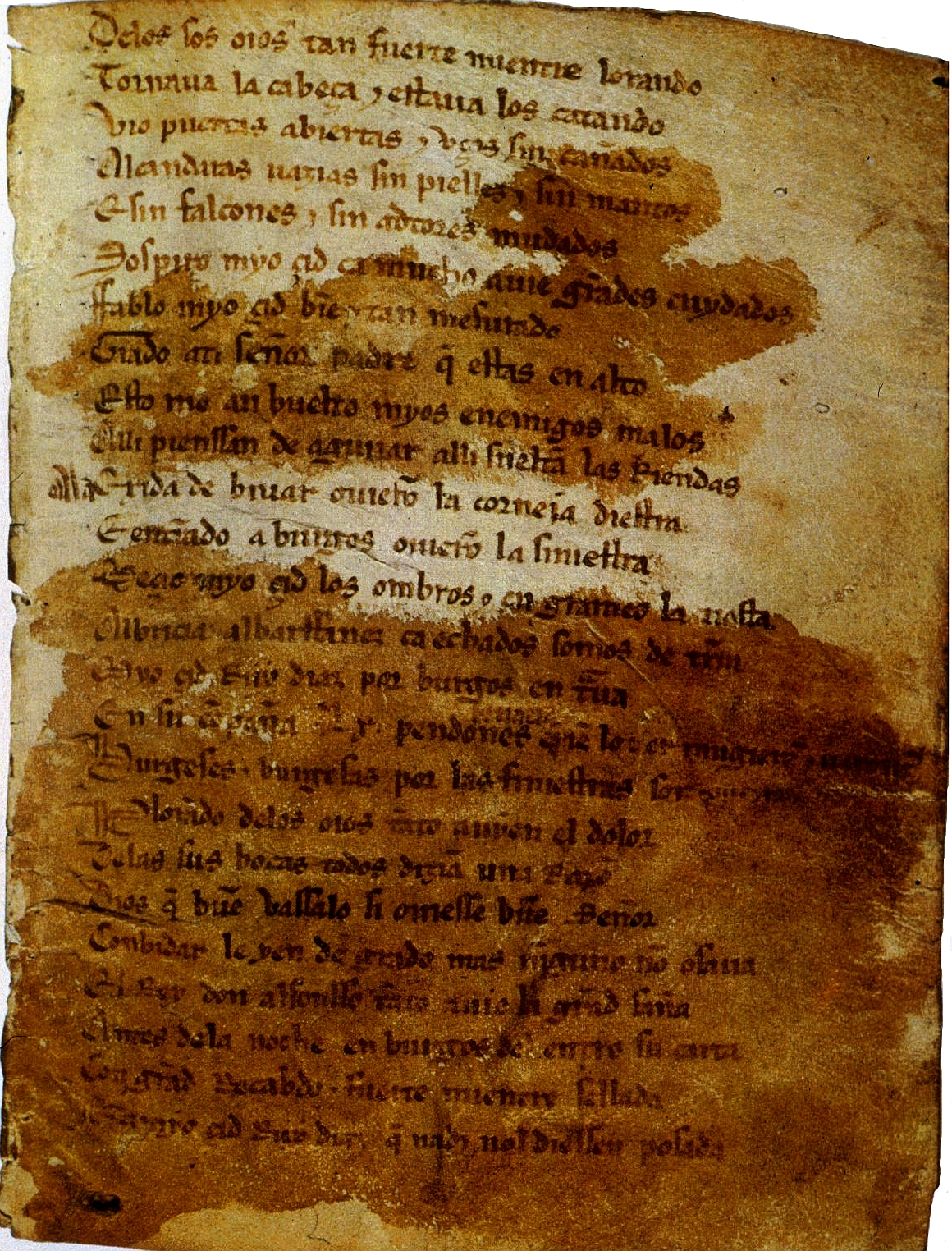
استنساخ للصفحة الأولى من مخطوطة ملحمة السيد المحفوظة في المكتبة الوطنية الإسبانية.

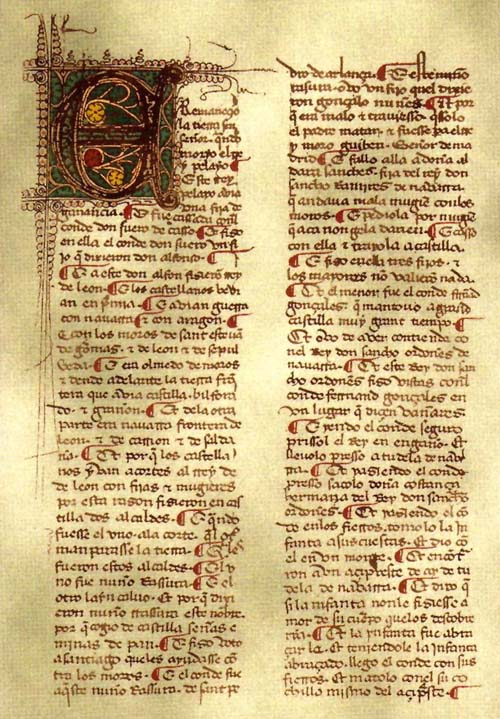
صورة لمخطوطة ملحمة شباب رودريغو.

### السيّد في اللوحات الفنية

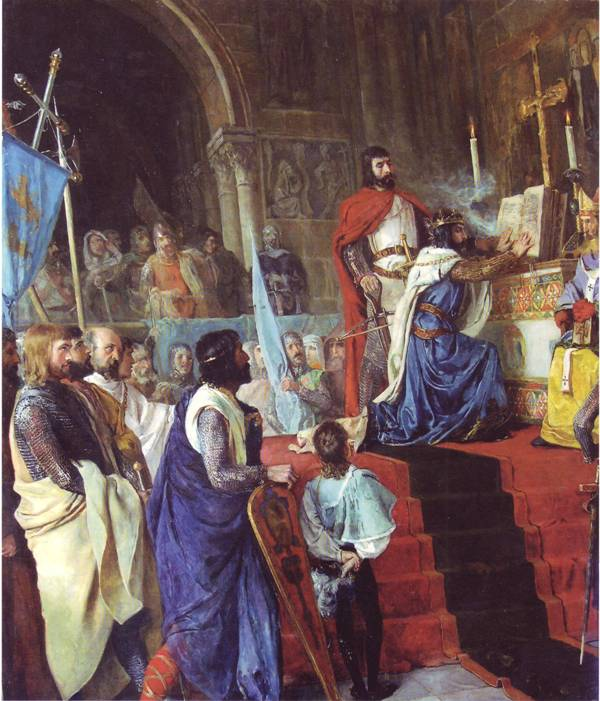
لوحة "قسم القديسة غاديا" التي رسمها أرماندو مينوثال سنة 1887م، وصوّر فيها أسطورة شائعة منذ القرن الثالث عشر الميلادي، مفادها أن السيّد أجبر ألفونسو السادس على القسم بأنه لا دخل له بوفاة شقيقه سانشو تحت أسوار سمورة.

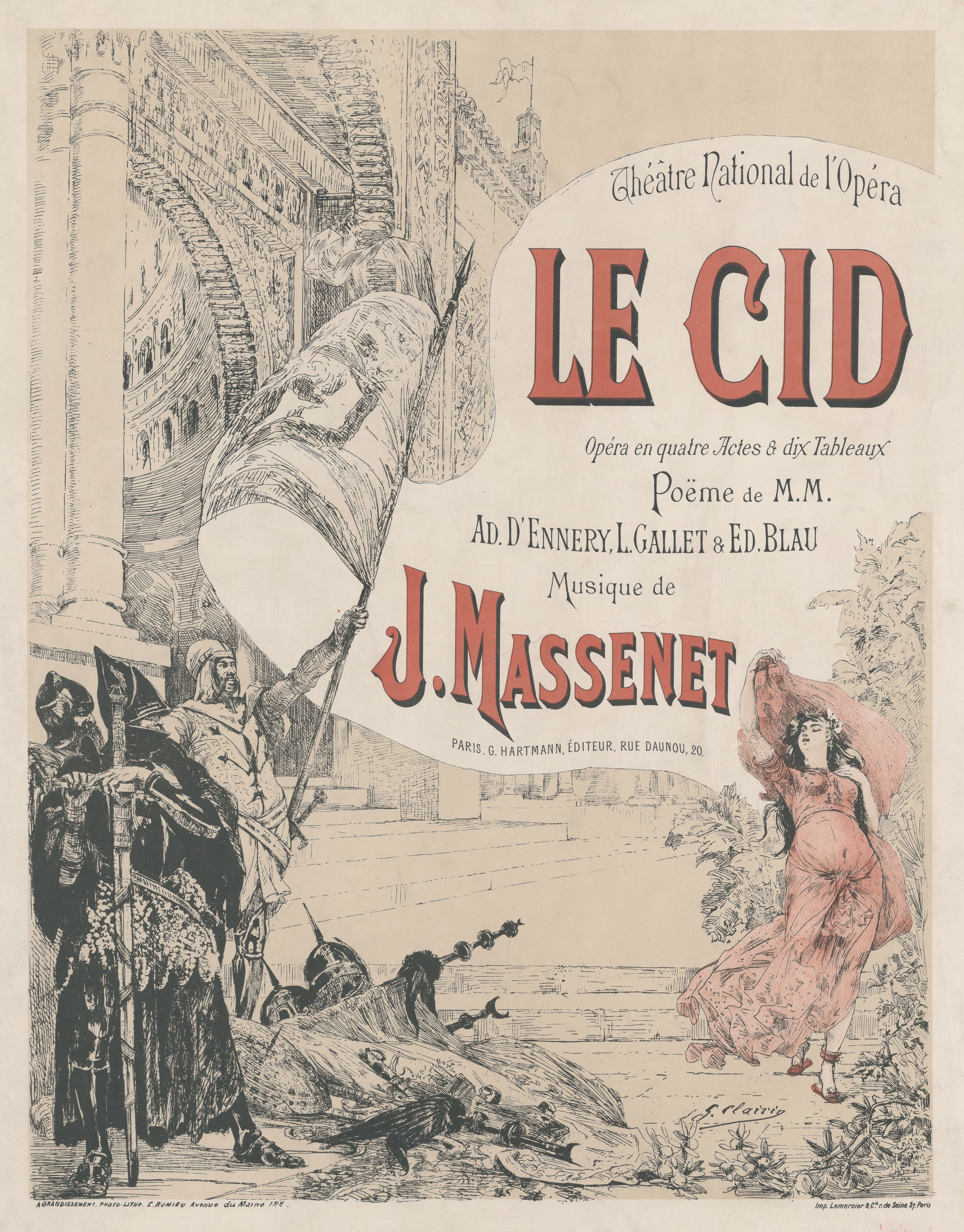
ملصق عرض أوبرا "السيّد" لجول ماسينيه في دار الأوبرا الوطنية في باريس.

### السيّد في الأوبرا

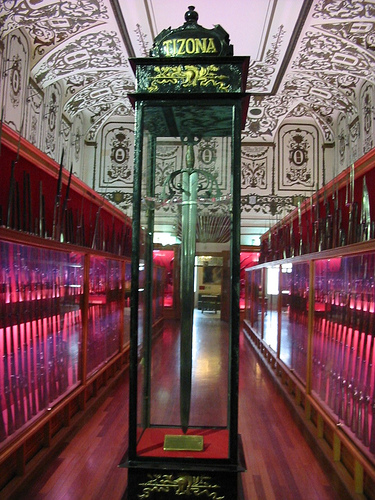
سيف السيّد المعروف باسم "تيزونا".

### السيّد في السينما والتلفاز

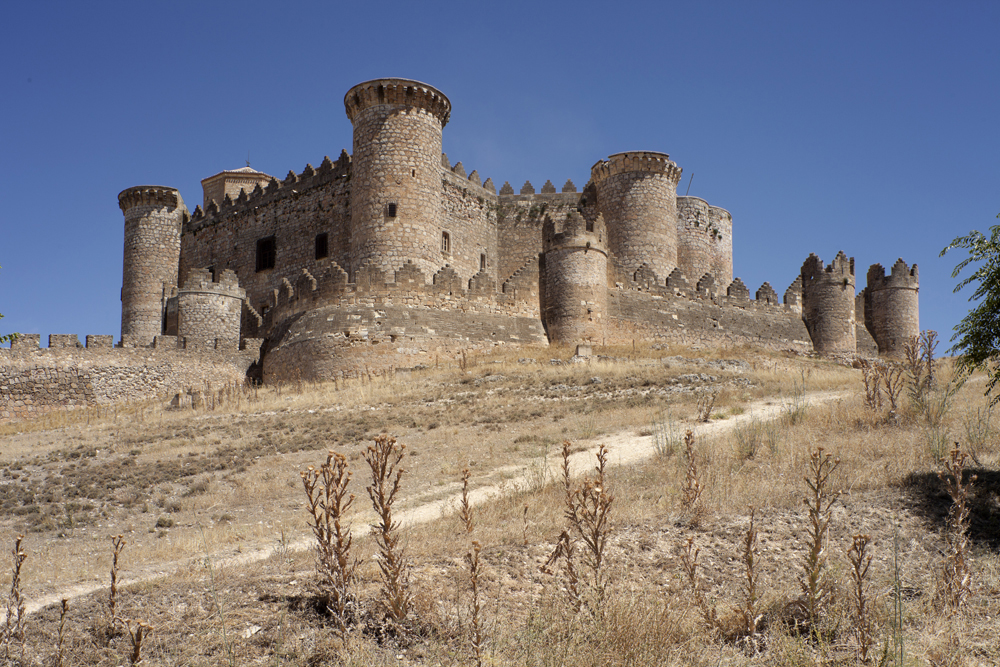
قلعة بلمونت في قونقة التي تم فيها تصوير فيلم «السيّد» سنة 1961م.

## معرض الصور

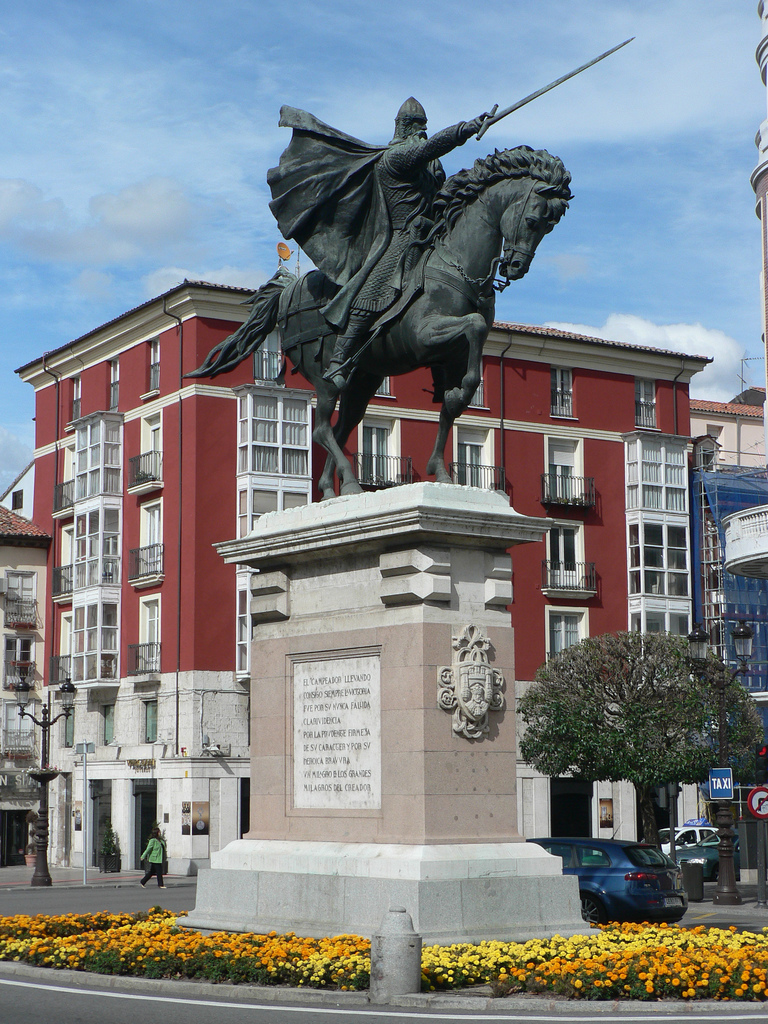
تمثال السيد في برغش من أعمال النحات خوان كريستوبال كيسادا سنة 1954م
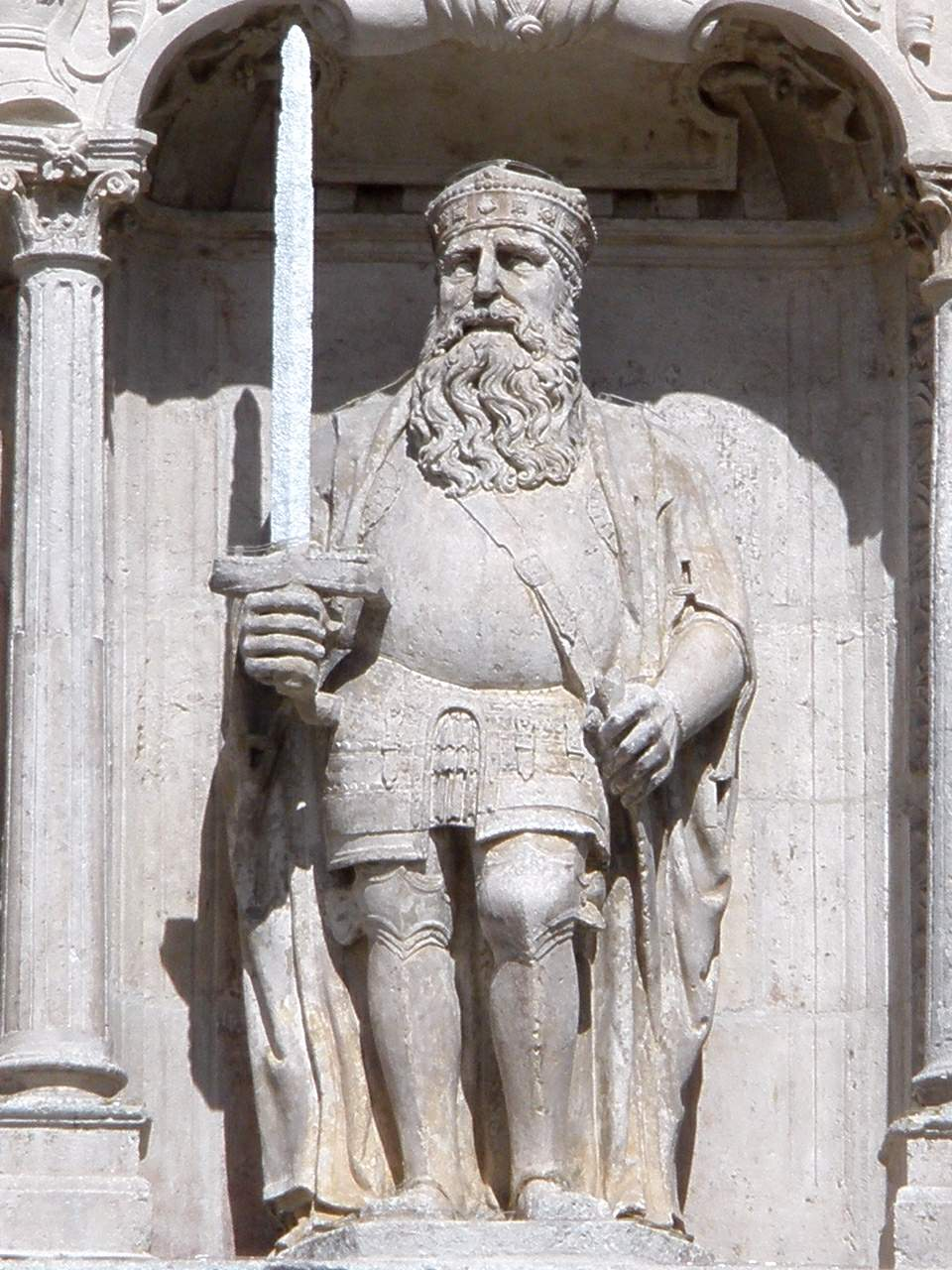
تمثال للسيّد منحوت في القرن الرابع عشر أو الخامس عشر الميلادي، ومعروض عند بوابة سانتا ماريا في برغش
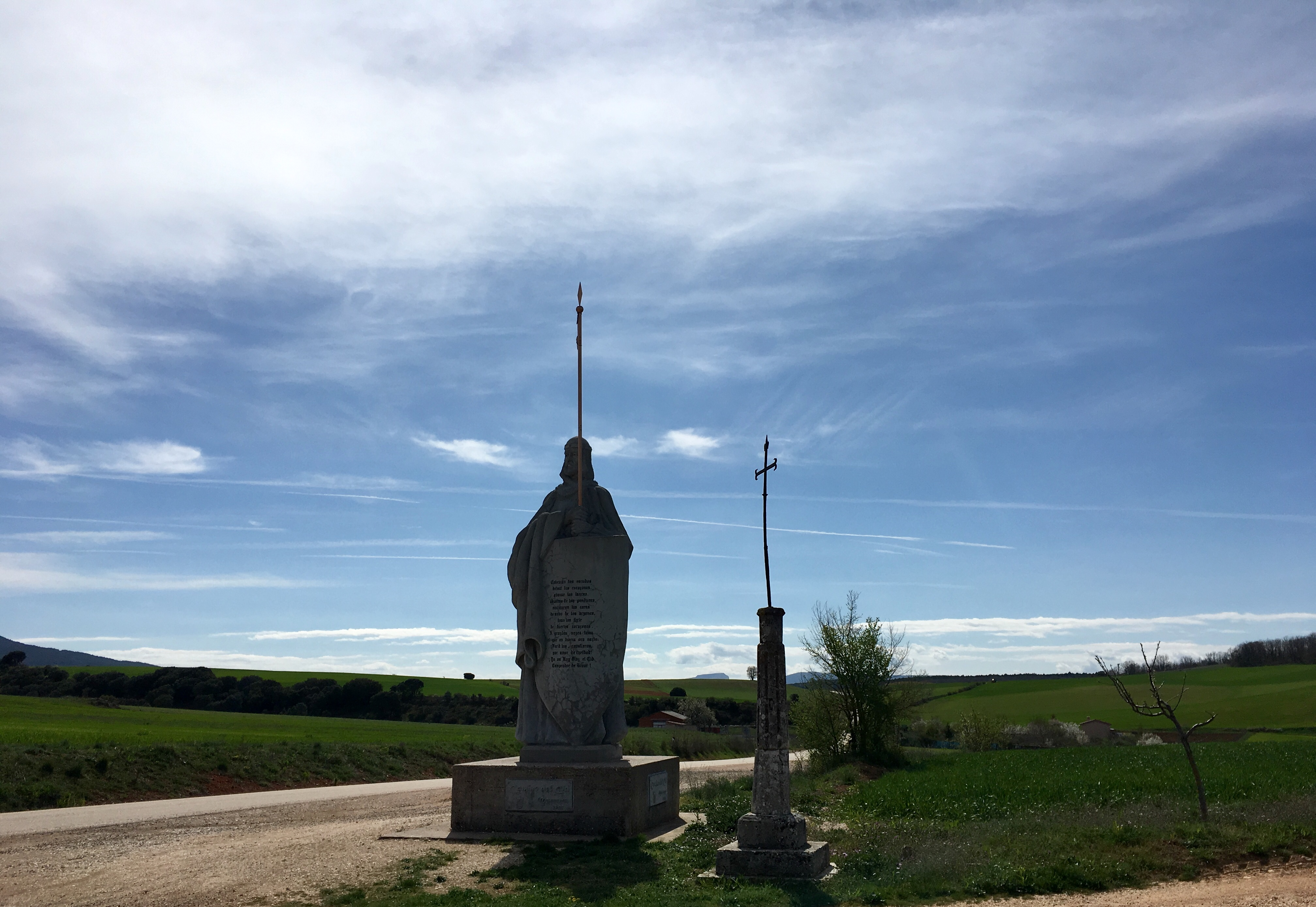
تمثال السيّد لأنخيل غيل كويفاس في ممر ميسيريس، على طريق السيّد
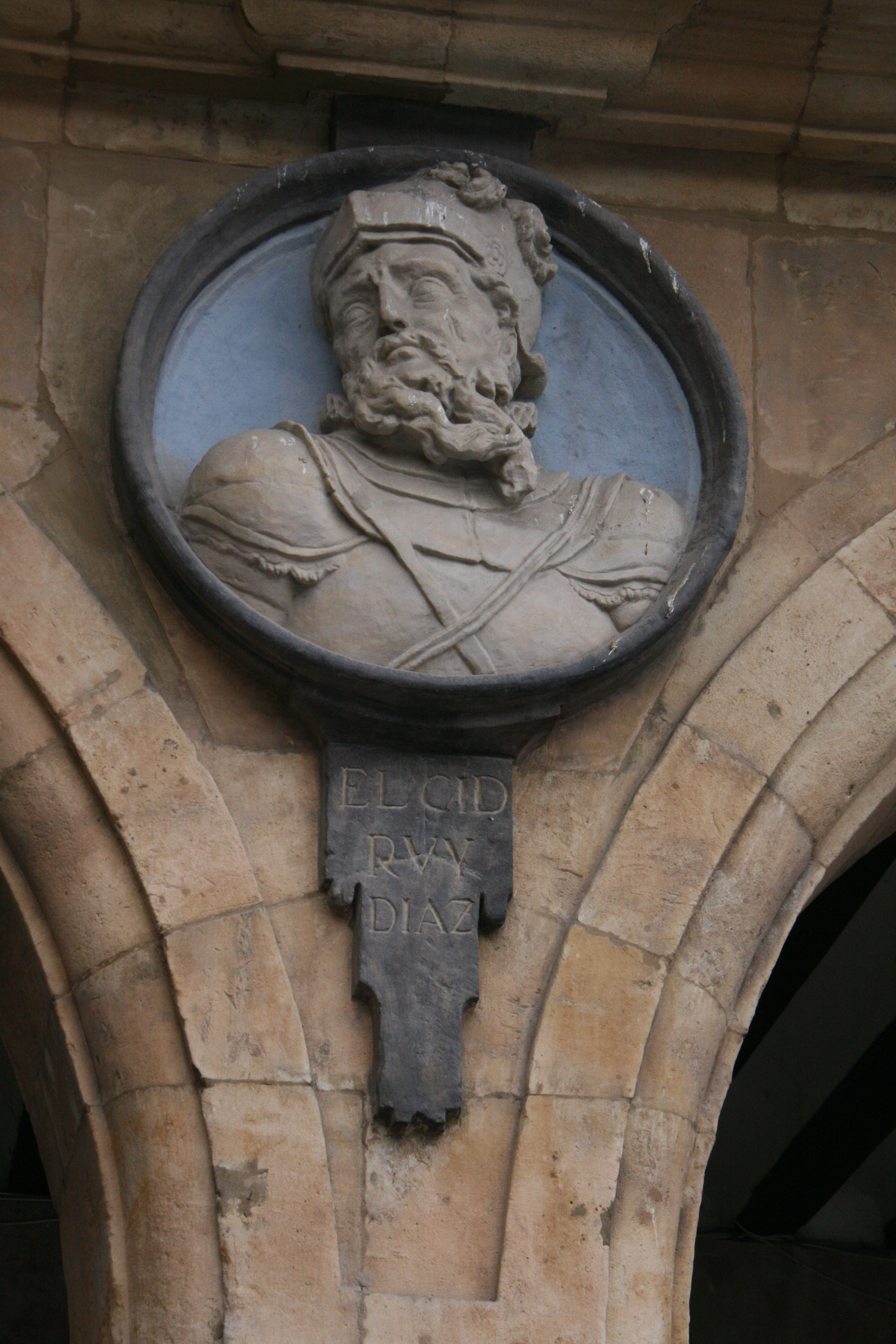
جدارية للسيّد عند قصر عمدة مدينة سلمنقة
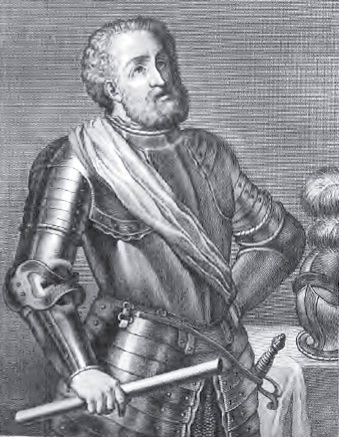
رسم تخيّلي للسيد في كتاب "صور الإسبان البارزين" (1791م)
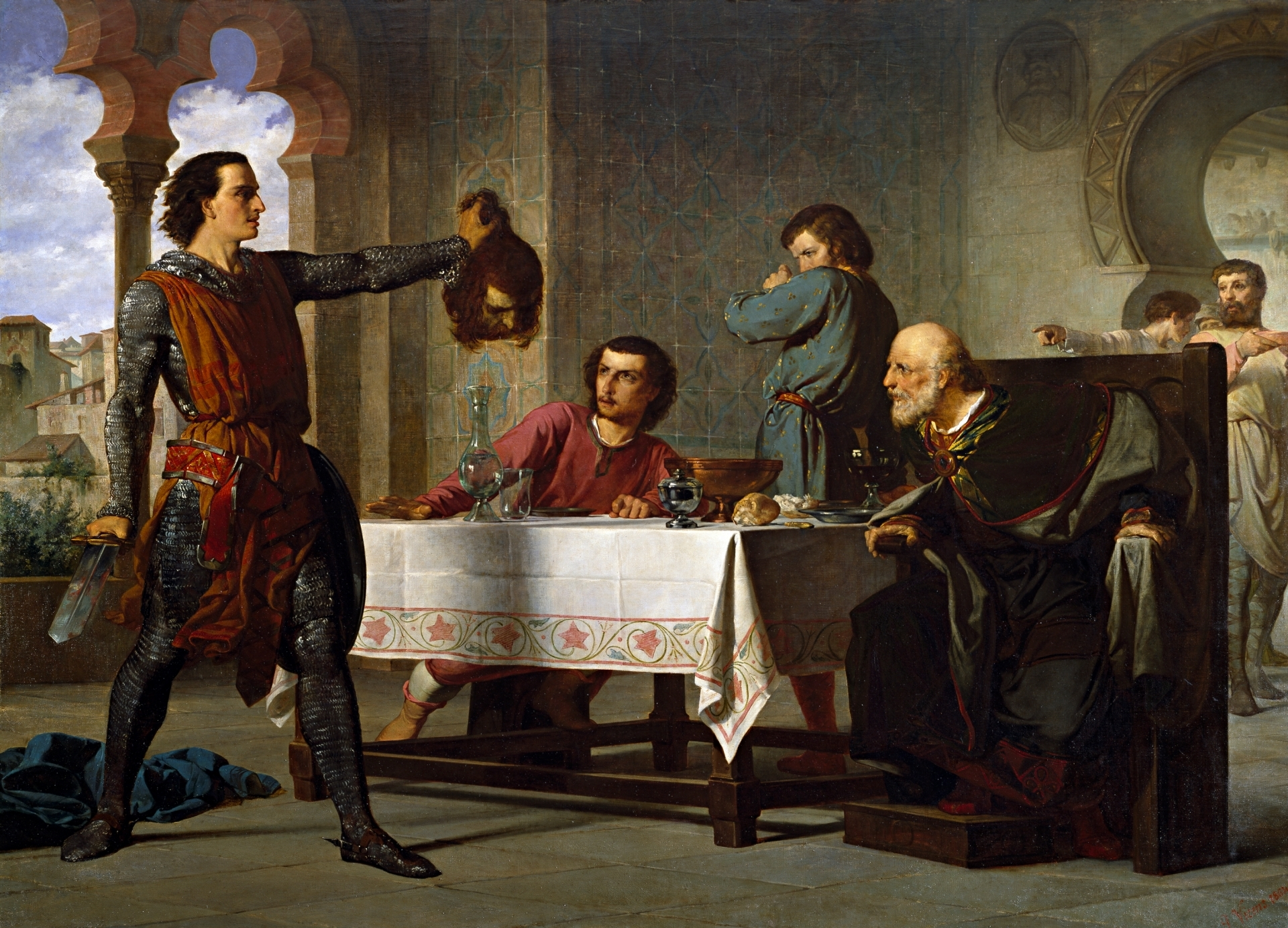
لوحة "بطولة السيّد الأولى" لخوان فنسينس كوتس (1864م)، التي تُصوّر رودريغو دياث الشاب، وهو يُري أباه دييغو لينيث رأس كونت لوزانو، الذي سخر من دييغو لينيث وصفعه
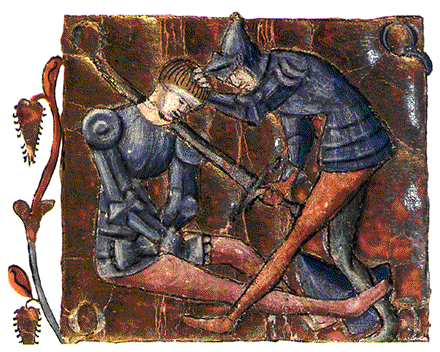
منمنمة من سنة 1344م، تُصوّر قتل السيّد لكونت لوزانو
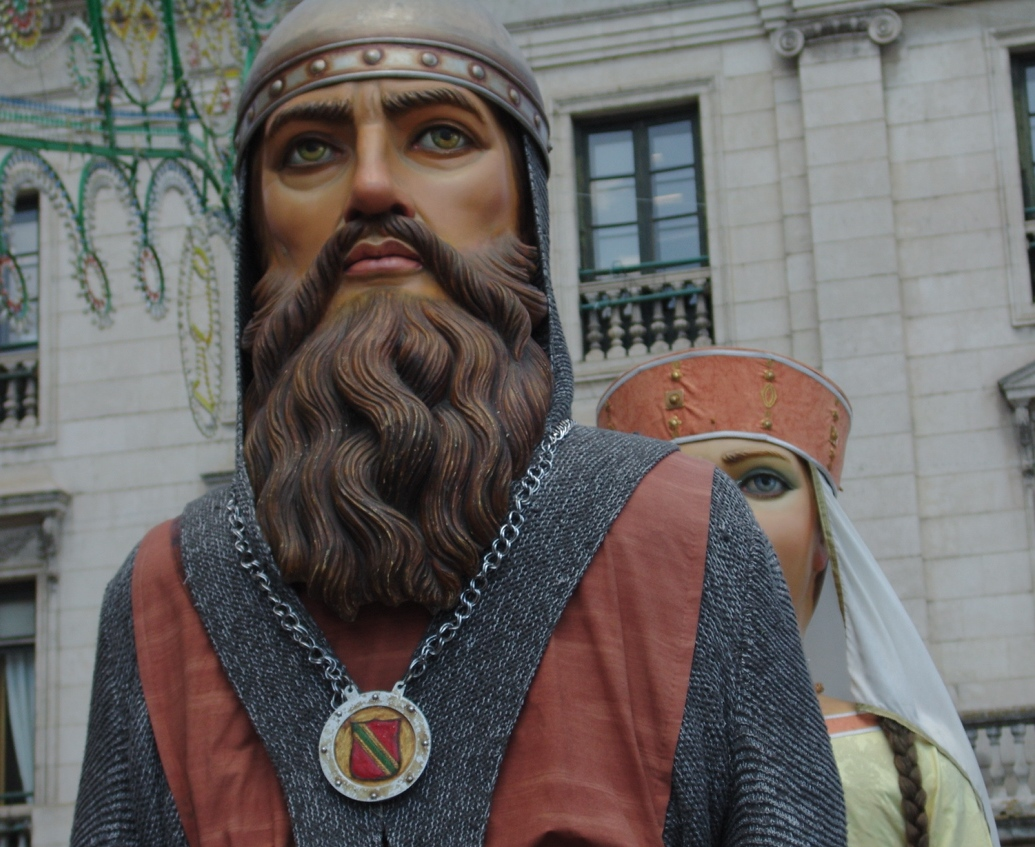
تمثال عملاق للسيّد يجوب شوارع برغش خلال احتفال سنوي
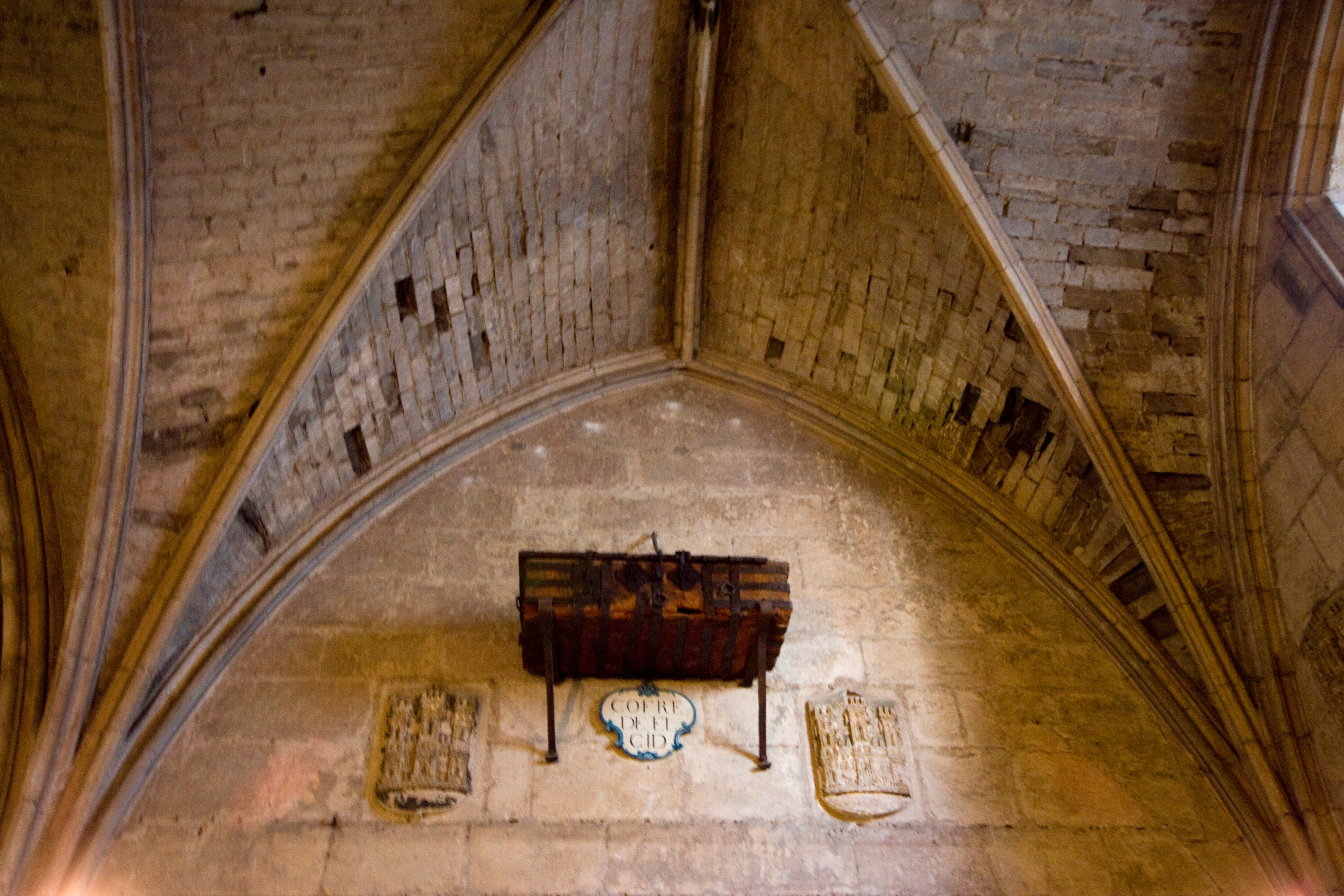
صندوق يخص السيّد في كاتدرائية برغش.

## السيّد في المصادر التاريخية